# 31년 정치테제 초안
31년 정치테제 초안(일본어: 31年政治テーゼ草案 산쥬이치넨세이지테에제소안[*])은 코민테른 극동국의 게오르기 사파로프가 작성한 일본공산당의 강령 비슷한 문서다. 일본의 “당면한 혁명의 성질은 부르주아 민주주의적 임무를 광범위하게 포용하는 프롤레타리아 혁명이어야 한다”고 밝혔다.
31년 테제 초안은 동방노력자공산대학에서 돌아온 카자마 죠키치에 의해 일본국내에 반입되었다. 일본공산당의 강령 또는 그에 준하는 문건에 “프롤레타리아 혁명”이 직접적으로 표방된 것은 이것 하나가 전무후무하다. 이 문서는 프롤레타리아 혁명을 내세우는 한편, 사회파시즘론을 통해 사회민주주의와의 투쟁을 강조했고, 천황제 및 지주제도와의 투쟁은 크게 강조하지 않았다.
31년 테제 초안은 작성자 사파로프가 숙청되면서 폐기되었고, 새로이 32년 테제가 만들어지게 된다. 한편 일본에서도 32년 테제가 발표되기 전부터 노로 에이타로 등이 주도하는 『일본자본주의 발달사 강좌』에 의하여 31년 테제 초안의 규정은 일본의 현실과 맞지 않는다는 것이 이미 연구되고 있었다.
현재의 일본공산당은 이 문서를 “한때 당내에 혼란을 가져온,” “민주주의 혁명의 방침을 사회주의 혁명의 방침으로, 전략방침을 전환하라는 잘못된 지시가 포함되어 있었다”고 흑역사 취급한다.